# René Favaloro
René Gerónimo Favaloro (La Plata, 12 de julho de 1923 - Buenos Aires, 29 de julho de 2000) foi um cirurgião e educador argentino, conhecido por ter realizado a primeira cirurgia de ponte de safena do mundo.
Estudou medicina na Universidade de La Plata e passou pelo Hospital Policlínico, passando depois a residir em Jacinto Aráuz para substituir temporalmente o médico local. Lia então bibliografia médica atualizada e começou a ganhar interesse na cirurgia torácica. Em finais da década de 1960 começou a estudar uma técnica para utilizar a veia safena na cirurgia coronária. Em 1971, voltou à Argentina para operar na clínica privada Guemes. No início da década de 1970 fundou a fundação que tem o seu nome.
No ano 2000, a Argentina estava imersa na crise económica e política, e a Fundação Favaloro se achava numa difícil situação financeira, como credora de grandes dívidas com o PAMI e outras Obras Sociais e tinha 18 milhões de dólares de dívidas. Por várias vezes Favaloro pediu ajuda ao governo argentino, mas nunca teve resposta. Face às dificuldades, Favaloro suicidou-se com arma de fogo.
A seguir ao suicídio, veio a saber-se que a sua carta ao presidente Fernando de la Rúa nunca tinha sido lida. Nessa missiva mostrava-se cansado por "ser pedinte no meu próprio país" e pedia ajuda a De la Rúa para angariar verbas para a fundação.